# Bathymasteriden
Bathymasteriden (Bathymasteridae) zijn een familie van straalvinnige vissen uit de orde van Baarsachtigen (Perciformes).

## Geslachten
- Bathymaster Cope, 1873
- Rathbunella Jordan & Evermann, 1896
- Ronquilus Jordan & Starks, 1895